# Feberkramp
Feberkramper (eng. febrile seizures) är ett relativt vanligt och godartat tillstånd som drabbar barn, vilka under pågående sjukdom med feber blir medvetslösa och får ett krampanfall. Anfallet släpper oftast spontant inom ett par minuter, men detta upplevs oftast skrämmande för familjen/omgivningen och ur medicinsk synvinkel är problemet att skilja de vanliga och ofarliga feberkramperna från kramper som är symptom på allvarlig bakomliggande sjukdom.

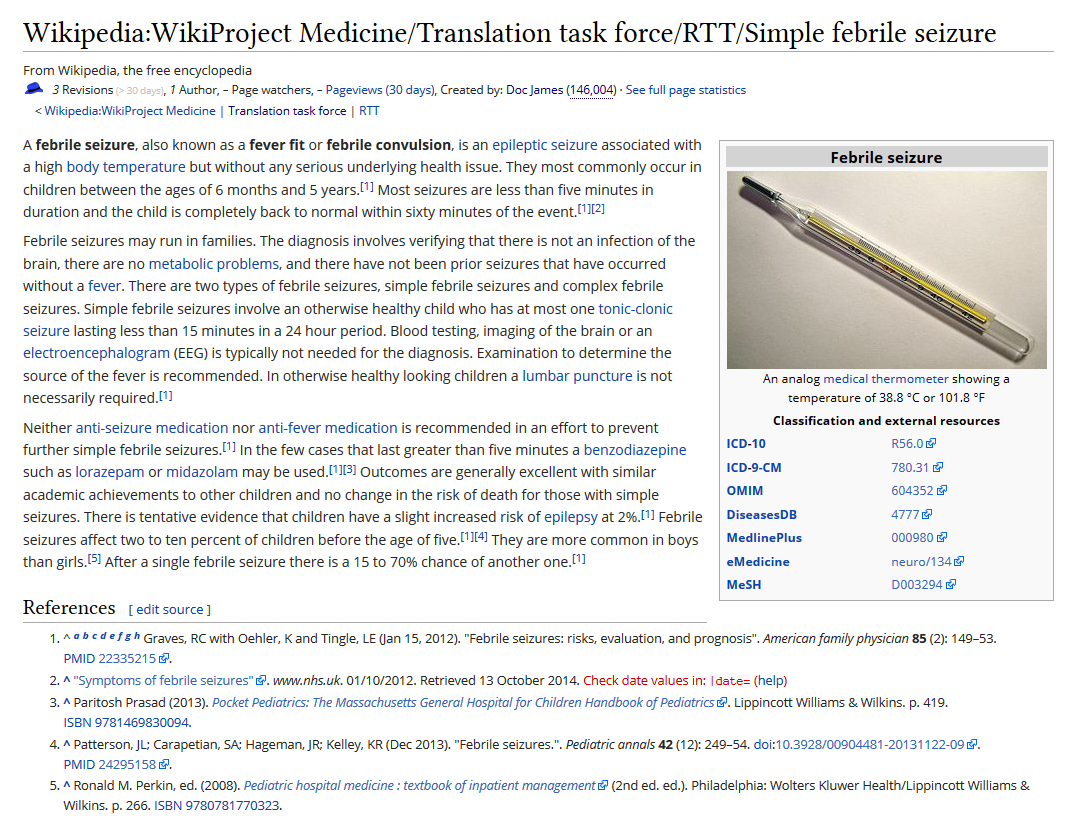

Det innebär sjukdom 

## Epidemiologi
Ungefär 3 till 5 procent av befolkningen har haft eller kommer att få feberkramper. Har man haft en episod är risken relativt hög att man drabbas igen; ungefär en tredjedel får recidiv, och ju yngre man är vid första tillfället desto större blir sannolikheten att det kommer att hända igen. Det finns en stark ärftlig komponent, och syskon har 10% risk att få feberkramp. Om även en av föräldrana har varit drabbad ökar risken till 50%.

## Etiologi/patofysiologi
Feberkramper uppkommer, precis som vid epilepsi, när nervcellerna i hjärnan urladdas på ett okontrollerat sätt. Barnet blir medvetslöst samtidigt som musklerna, via aktivering av motoriska nervceller, kontraheras. Detta är ett uttryck för att hjärnans retbarhet har ökat, dvs kramptröskeln har sänkts, men idag vet man inte vad det är som orsakar denna tendens. Följande kan dock sägas:
- Då kramperna uppstår vid infektion verkar en förhöjd kroppstemperatur och/eller cirkulerande inflammatoriska substanser spela roll.
- Eftersom krampen oftast kommer i samband med en febertopp tror man att själva förändringen av kroppstemperatur också inverkar.
- Då tendensen att få feberkramper växer bort, verkar det vara ett uttryck för omognad.
- Den ärftliga komponenten visar att det finns en genetisk bakgrund. Troligtvis spelar många gener in, men man har visat att mutationer i jonkanaler kan ge feberkramper [2]
- Vissa infektioner orsakar oftare feberkramp än andra. Tredagersfeber och influensa är exempel på detta, men även sjukdomar utan hög feber, såsom vissa gastroenteriter, verkar kunna framkalla feberkramp.[2] Således verkar vissa patogener kunna påverka nervsystemet mera än andra.

## Prognos
Har man väl uteslutit någon annan bakomliggande orsak till kramperna (såsom strukturell skada vid vissa typer av epilepsi eller infektion vid meningit) så är prognosen utmärkt och de flesta upphör att få kramper efter förskoleåldern. Det är även visat att feberkramper inte påverkar intellektet. Däremot är risken att fortsätta ha krampanfall som vuxen 2,4% - ungefär dubbelt så hög som i befolkningen. Detta klassificeras som epilepsi.